# Neer
Neer (limb. Naer) – wieś w holenderskiej prowincji Limburgia. Znajduje się w gminie Leudal, nad Mozą, około 8 km na północ od Roermond.

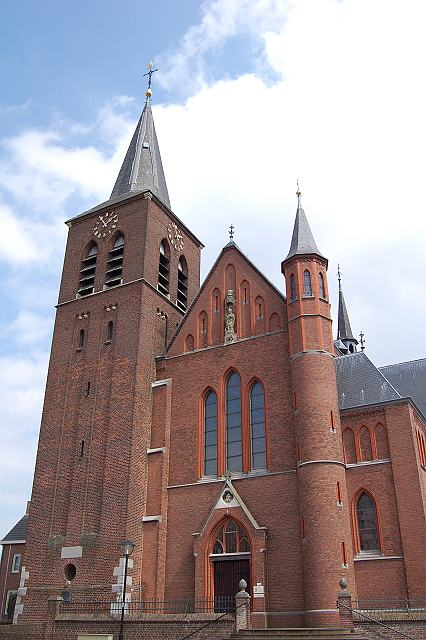
Kościół w Neer

Była osobną gminą do 1991, kiedy została połączona z Roggel. W 2007 gmina Roggel en Neer została włączona do gminy Leudal. We wsi znajduje się kościół św. Marcina wybudowany w 1910.